# Премия «Гойя» за лучшую песню
Премия «Гойя» за лучшую песню один из наград на Кинопремии Гойя.
За всё время существования награды, никто не сумел получить награду два и более раза.

## Победители
| Год  | Автор                                    | Песня                                 | Название фильма                        | Оригинальное название                |
| ---- | ---------------------------------------- | ------------------------------------- | -------------------------------------- | ------------------------------------ |
| 2014 | Джош Раус                                | "Do you really want to be in love?"   | Моя большая испанская семья            | La gran familia española             |
| 2013 | Пабло Берхер Хуан Гомес                  | "No te puedo encontrar"               | Белоснежка                             | Blancanieves                         |
| 2012 | Кармен Агредано                          | "Nana de la hierbabuena"              | Спящий голос                           | La voz dormida                       |
| 2011 | Хорхе Дрекслер                           | "Que el soneto nos tome por sorpresa" | Лопе де Вега: Распутник и соблазнитель | Lope                                 |
| 2010 | La Casa Azul                             | "Yo también"                          | Я тоже                                 | Yo, también                          |
| 2009 | Лангуи                                   | "A tientas"                           | Уловки однорукого                      | El truco del manco                   |
| 2008 | Фернанду Пинту де Амарал Карлуш ду Карму | "Fado da saudade"                     | Фаду                                   | Fados                                |
| 2007 | Бебе Лусио Годой                         | "Tiempo pequeño"                      | Воспитание фей                         | La educación de las hadas            |
| 2006 | Ману Чао                                 | "Me llaman Calle"                     | Принцессы                              | Princesas                            |
| 2005 | Карлиньюс Браун Матеус                   | "Zambie Mameto"                       | Чудо Кандеаля                          | El milagro de Candeal                |
| 2004 | Чоп Сью                                  | "Humans like you"                     | Моя жизнь без меня                     | Mi vida sin mí                       |
| 2003 | Роке Баньос                              | "Sevillana para Carlos"               | Саломея                                | Salomé                               |
| 2002 | Лус Касаль Пабло Герерро                 | "Tu bosque animado"                   | Живой лес                              | El bosque animado, sentirás su magia |
| 2001 | Мануэль Малу Natboccara JJ Chaleco       | "Fugitivas"                           | Беглянки                               | Fugitivas                            |